# Harry Gruyaert
Harry Gruyaert (Anversa, 25 agosto 1941) è un fotografo belga.
È conosciuto principalmente per il sapiente impiego della luce nelle sue foto a colori.

## Vita e Opere
Dal 1959 al 1962 Gruyaert studia presso la School of Film and Photography a Bruxelles. Prima di darsi alla fotografia, Harry Gruyaert realizza vari lavori per la televisione fiamminga in qualità di direttore della fotografia. Nel 1960 si concentra sulla fotografia a colori, realizzando i primi scatti a Parigi. Durante gli anni Settanta visita gli Stati Uniti, l'India, l'Egitto, il Giappone e il Marocco.
Dal 1970 al 1972 vive a Londra. Nel 1970 lavora ad una serie di scatti i cui soggetti sono gli schermi delle televisioni a colori. Gruyaert vuole sottolineare la banalità dei programmi televisivi trasmessi all'epoca. Dal progetto nasce la raccolta "TV Shots". Le foto fanno attualmente parte delle collezioni del Centro Pompidou.
Nel 1982 entra a far parte dell'agenzia fotografica Magnum Photos.
Gruyaert preferisce un approccio pittorico a quello foto giornalistico. Nel 2000 pubblica "Made in Belgium", un libro fotografico contenente testi scritti dall'autore Hugo Claus. Insieme, i due artisti analizzano il sentimento di odio-amore che provano nei confronti della loro patria.
Nel 2012 viene pubblicato "Roots". Nel libro vengono mostrate l'atmosfera e lo spirito del Belgio negli anni Settanta e Ottanta tramite fotografie a colori e in bianco e nero. La raccolta è accompagnata da testi dello scrittore Dimitri Verhulst.
Dagli anni 2000 il fotografo belga abbandona la fotografia analogica in favore del digitale.